# Skriveno znanje
Skriveno ili prešutno znanje (za razliku od formalnog, kodificiranog ili eksplicitnog znanja) je vrsta znanja koja se teško prenosi na drugu osobu zapisivanjem ili verbaliziranjem. Primjerice, činjenica da je London u Ujedinjenom Kraljevstvu dio je eksplicitnog znanja koje se može zapisati, prenijeti i razumjeti, dok s druge strane sposobnost govora stranog jezika, vožnja biciklom, miješanje tijesta, sviranje nekog glazbenog instrumenta ili dizajn i uporaba kompleksne opreme zahtjeva različita znanja koja nisu uvijek eksplicitna, odnosno nisu poznata niti stručnjacima i teško ih je ili gotovo nemoguće eksplicitno prenijeti drugim ljudima. 

## Definicija
Izraz "skriveno" ili "prešutno znanje" je pojam koji se pripisuje djelu Personal Knowledge autora znanstvenika i filozofa Michaela Polanyija. U svom kasnijem dijelu The Tacit Dimension tvori aforizam "Znamo puno više nego što možemo reći". On navodi da ne samo da postoji znanje koje se ne može adekvatno artikulirati verbalnim sredstvima, već da je sve znanje ukorijenjeno u prešutnom znanju.
Prešutno znanje može se definirati kao vještine, ideje i iskustva koje ljudi imaju, ali koji nisu kodificirani i ne moraju nužno biti lako izraženi (Chugh, 2015).  Uz prešutno znanje, ljudi često nisu svjesni znanja koje posjeduju ili kako ta znanja mogu biti korisna drugima. Učinkoviti prijenos prešutnog znanja općenito zahtijeva opsežan osobni kontakt, redovitu interakciju i povjerenje. Takvo se znanje može otkriti samo kroz praksu u određenom kontekstu i prenijeti putem društvenih mreža. Do određene mjere, nositelj znanja je "zarobljen" kada se pridruži mreži ili zajednici prakse.
Neki od primjera dnevnih aktivnosti i prešutnog znanja su: vožnja biciklom, sviranje klavira, vožnja automobilom, udaranje čavla čekićem, sastavljanje složene slagalice, tumačenje složene statističke jednadžbe i sl. (Chugh, 2015).
U području upravljanja znanjem, koncept prešutnog znanja odnosi se na znanje koje se ne može potpuno kodificirati. Stoga, pojedinac može steći prešutno znanje bez govora. Naučnici, primjerice, dok rade s mentorima u obrtništvu ne uče preko govora već promatranjem, imitacijom i praksom.
Ključ za stjecanje prešutnog znanja je iskustvo. Bez nekakvog oblika zajedničkog iskustva, ljudima je izuzetno teško podijeliti razmišljanja drugih.
Prešutno je znanje opisano kao "know-how" - za razliku od "know-that" znanja. Ova je razlika uzeta u obzir u radu Gilberta Rylea, koji je dan Aristotelovskom društvu u Londonu 1945. godine. U ovom radu Ryle tvrdi suprotno od intelektualističkog stajališta da je svako znanje poznavanje prijedloga ("know-that"), a stajalište da se neko znanje može definirati samo kao "know-how" se može u nekim kontekstima nazivati "anti-intelektualističko". Postoje i druge razlike: "know-why" (znanost) ili "know-who" (umrežavanje). Prešutno znanje uključuje učenje i vještinu, ali ne na način koji se može zapisati. Na temelju toga know-how ili utjelovljenje znanja je karakteristika stručnjaka, koji djeluje, donosi odluke, i sl. bez izričitog referiranja o načelima ili pravilima koja su uključena. Stručnjak radi bez teoretskog znanja o svom radu; on ili ona jednostavno posao obavlja vješto bez razmišljanja ili fokusa. Utjelovljeno znanje predstavlja naučenu sposobnost živčanog i endokrinog sustava ljudskog tijela (Sensky 2002).
Prešutno znanje protiv eksplicitnog znanja: iako je moguće pojmiti razliku između eksplicitnog i prešutnog znanja, oni nisu odvojeni u praksi. Interakcija između ova dva načina poznavanja bitna je za stvaranje novih znanja.

## Razlike prešutnog s eksplicitnim znanjem
Prešutno se znanje može razlikovati od eksplicitnog znanja u tri glavna područja:
- Kodifikacija i mehanizam prijenosa znanja: dok eksplicitno znanje može biti kodificirano (primjer "možeš li to zapisati" ili "staviti ga u riječi" ili "nacrtati sliku") i lako prenijeto bez poznavanja materije, prešutno znanje je intuitivno i neartikulirano znanje koje se ne može priopćiti, razumjeti ili koristiti bez poznavanja materije. Za razliku od prijenosa eksplicitnog znanja, prijenos prešutnog znanja zahtijeva blisku interakciju i izgradnju zajedničkog razumijevanja i povjerenja.
- Glavne metode akvizicije i akumulacije: Eksplicitno znanje može se generirati putem logičkog odbitka i stjecati kroz praktično iskustvo u relevantnom kontekstu. Nasuprot tome, prešutno se znanje može steći samo kroz praktično iskustvo u relevantnom kontekstu.
- Potencijal agregacije i načini prisvajanja: Eksplicitno znanje može se skupljati na jednom mjestu i pohraniti u ciljanim oblicima. Prešutno znanje je za razliku od eksplicitnog osobno kontekstualno. Distributivno je i ne može se lako skupljati.

Proces pretvaranja prešutnog znanja u eksplicitno ili specifično znanje poznat je kao kodifikacija, artikulacija ili specifikacija. Prešutni aspekti znanja su oni koji se ne mogu kodificirati, ali se mogu prenositi samo putem treninga ili stjecanja kroz osobno iskustvo. Postoje oprečna mišljenja, gdje se vjeruje da su sva propozicionalna znanja (knowledge that) koja se u konačnici smanjuju na praktično znanje (knowledge how).

## Nonaka
U Ikujiro Nonakaovom modelu stvaranja organizacijskog znanja, on predlaže da se prešutno znanje može pretvoriti u eksplicitno znanje. U tom modelu prešutno znanje se prezentira kao nekodificirano ("prešutni aspekti znanja su oni koji se ne mogu kodificirati") i kodificirani ("preobrazba prešutnog znanja u eksplicitno znanje poznata je kao kodifikacija"). Ova dvosmislenost je česta u literaturi upravljanja znanjem.
Nonakaovo stajalište može biti u suprotnosti s Polanyijevim izvornim pogledom na "prešutno znanje". Polanyi je vjerovao da, iako je deklarativno znanje potrebno za stjecanje vještina, nepotrebno je koristiti te vještine kada početnik postane stručnjak.

## Primjeri
- Jedan od primjera prešutnog znanja je prepoznavanje lica. Poznajemo lice čovjeka i prepoznajemo ga među tisućama lica. Ne možemo artikulirati na koji način prepoznajemo lice koje poznajemo. Kada vidite lice, niste svjesni svojeg poznavanja pojedinih osobina (oka, nosa, usta), ali vidite i prepoznajete lice kao cjelinu.[6]
- Drugi primjer prešutnog znanja je poznavanje jezika - nije moguće naučiti jezik samo učenjem pravila gramatike - izvorni govornik nauči jezik u mladoj dobi, gotovo potpuno nesvjestan formalne gramatike kojoj bi mogao biti podučavan kasnije. Drugi primjeri su kako voziti bicikl, koliko čvrsto zamotati zavoj i sl.; to se može naučiti samo iskustvom.